# Johann Georg Koch
Pour les articles homonymes, voir Koch.
Johann Georg Koch (né le 2 août 1952 à Kaufbeuren - mort le 11 décembre 2007 à Kaufbeuren) était un juriste allemand. De 2004 jusqu'à sa mort, il fut le président de la Bayerisches Landeskriminalamt (Cour criminelle de Bavière).